# Rhynchosia micrantha
Rhynchosia micrantha är en ärtväxtart som beskrevs av Hermann August Theodor Harms. Rhynchosia micrantha ingår i släktet Rhynchosia och familjen ärtväxter. Inga underarter finns listade i Catalogue of Life.